# Parodiodoxa chionophila
Parodiodoxa chionophila là một loài thực vật có hoa trong họ Cải. Loài này được (Speg.) O.E. Schulz mô tả khoa học đầu tiên.